# Jalali-borgen
Jalali-borgen är en borg i Kashan i Iran.

## Historia
Muren omkring Kashan uppfördes ursprungligen på befallning av Zubaidah bint Ja`far, maka av Harun al-Rashid. Hon befordrade finansiel utveckling av flera städer i islamiska länder. I Seldjuker-eran ordnade Malik Shah I reparationen av muren och befästningen av två borgar. Dessutom ordnade han uppförande av Jalali-borgen på västra sidan av staden. Enligt historiska dokument var en valgrav runt borgen. Befästningen av staden med borg, torn och mur har visat verksam över sekel. Så att Malik Saljuk inte kunde erövra staden år 1138 efter tre månadslång belägning och han kunde plundra bara några byar utanför staden. År 1198 kunde Miajeq, en kommendant i Kharezm-Shahs-eran, inte erövra staden efter fyra månader belägning och han kunde plundra bara några byar utanför staden som Malek Seljuk. Under Belägningarna skadades tornen och murarna svårt med slungda stenar och eldklot av mangonel-pjäs. Skadorna reparerades varje gång. I tidig Safavider-eran tjände borgen som försvar och basis för banditer. Därför ordnade Ismail I förståringen av borgen, men av den obekanta anledningen utförades ordningen inte och tvärtom gjorde byggnadsåtgärden och reparationeer borgen starker. Väggar av borgen var på den tiden 4 m tjock och 6 m hög.
Mohammad Khan Torkaman som utnyttjade svaglet av dåvarande regering av Muhammed Kudabanda och rebellerade användde motståndsformåga av borgen och begagnade sig av borgen som sin basis. I tolv år var han tyrannen av Kashan. Därutöver angripade han huset av Safavider i Esfahan och hans män dödade Kheyr on-Nesa Beygom, modern av Abbas den store. Efter det att Abbas den store ingick i tronföljden slog han ned genast upproret och dödade Torkaman och hans följen. Efter nederbörden av upproret tog fred och stabilitet in i eran Abbas den store till sen Safavider-eran. Därifrån förföll de inre delarna av borgen småningom. Bara de tjocka murarna, torn och Yakhchal som uppfördes med Lersten blev kvar. Förutom gradvisa förstöringen skadades borgen tidvis våldsam.